# Ola Eriksson

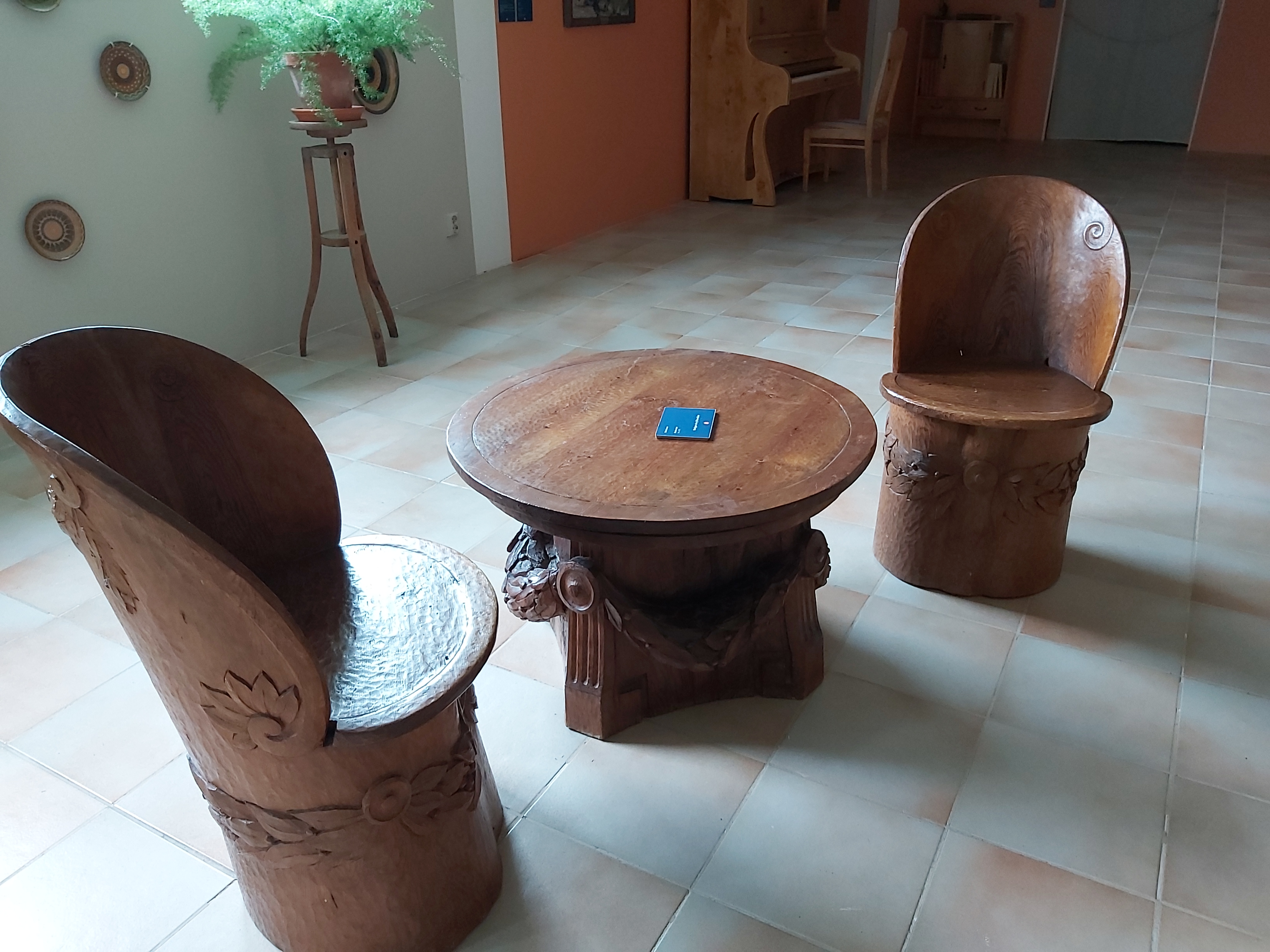
Stabbemöbel från 1932 av Ola Eriksson på Rackstadmuseet i Arvika.

Olof (Ola) Eriksson, född 7 juni 1852 i Taserud, Arvika landsförsamling, död 26 september 1942 i Arvika landsförsamling, var en svensk bildhuggare.
Ola Eriksson var en av bröderna i Bröderna Erikssons Möbelverkstad, äldre bror till Elis och Christian Eriksson. Han är representerad med verk bland annat i Mikaelikyrkan, Arvika och Trefaldighetskyrkan, Arvika.